# How to Be a Latin Lover
How to Be a Latin Lover (en Hispanoamérica: Cómo ser un latin lover, en España: Instrucciones para ser un latin lover) es una película de comedia estadounidense de 2017 dirigida por Ken Marino, escrita por Chris Spain y Jon Zack, protagonizada por Eugenio Derbez, Salma Hayek, Rob Lowe, Kristen Bell, Raphael Alejandro, Raquel Welch y Rob Riggle; y estrenada en los Estados Unidos el 28 de abril de ese mismo año por Pantelion Films.

## Trama
Habiendo hecho una carrera en la seducción de mujeres mayores, Máximo se casa con una mujer rica que le dobla la edad. Veinticinco años después, mimado, fuera de forma y aburrido de despertar junto a su esposa, que ahora tiene 80 años, recibe la sorpresa de su vida cuando ella lo deja por un vendedor de autos McLaren más joven que él y abandona la vida cómoda en la que vive en Los Ángeles.
Obligado a abandonar su mansión y desesperado por encontrar un lugar donde quedarse, contacta a Rick, otro gigoló mimado, amigo desde hace tiempo. Se hospeda en la lujosa casa de juegos de la hija de otra viuda millonaria, en un patio lejano de su mansión, lo que no va muy bien. Pronto se muda con su hermana separada, Sara, y su hijo nerd, Hugo, en su pequeño apartamento en el centro de la ciudad. 
Ansioso por volver al regazo del lujo, Máximo usa el interés del enamoramiento de su sobrino por su compañera de clase Arden, en un prestigioso colegio donde estudia con una beca compartida, para llegar a su nuevo objetivo: su abuela, Celeste (una multimillonaria viuda a la que su amigo Rick también apunta). Máximo intenta reavivar su encanto como amante latino y falla miserablemente, en el club de la ciudadela donde vive la millonaria viuda. 
Sara descubre la estafa de su hermano menor que ella, querer aprovecharse de la amistad de su hijo con la nieta de la viuda, cuando le enseña trucos para seducir a su amiga, en la fiesta de cumpleaños al que están invitados y lo bota de la casa. Mientras le enseña a Hugo algunos trucos que cree podrían funcionar con las mujeres, Máximo se encuentra uniéndose a su sobrino, y esto abre su corazón para ser menos egoísta y más considerado con los demás.
Finalmente, Máximo se convierte en esposo de la mujer millonaria con la que vivía Rick, arregla la relación con su hermana y su sobrino, al escribir una carta para explicar todo lo que pasaba y contrata a la empresa de arquitectos donde trabaja su hermana, para construir una nueva mansión donde ellos van a vivir, con la condición de que ella dirija el proyecto, para diseñar, decorar y construir una nueva casa en las montañas que rodean a la ciudad.

## Reparto
| Personaje                  | Actor original        | Actor de doblaje       |
| -------------------------- | --------------------- | ---------------------- |
| Máximo                     | Eugenio Derbez        | Eugenio Derbez         |
| Máximo                     | Vadhir Derbez (joven) |                        |
| Máximo                     | Noel Carabaza (niño)  | José Luis Piedra       |
| Sara                       | Salma Hayek           | Salma Hayek            |
| Sara                       | Manelly Zepeda (niña) | Varenka Carrillo       |
| Hugo                       | Raphael Alejandro     | Álvaro Salarich        |
| Rick                       | Rob Lowe              | René García            |
| Cindy                      | Kristen Bell          | Romina Marroquín Payró |
| James                      | Mather Zickel         | Gerardo García         |
| Millicent                  | Linda Lavin           | Cony Madera            |
| Arden                      | Mckenna Grace         | Constanza García       |
| Peggy                      | Renée Taylor          | Magda Giner            |
| Empleado del concesionario | Michael Cera          | Miguel Ángel Ruiz      |
| Nick                       | Rob Huebel            | Moisés Iván Mora       |
| Scott                      | Rob Riggle            | Jorge Badillo          |
| Celeste                    | Raquel Welch          | Queta Leonel           |
| Quincy                     | Rob Corddry           | Sebastián Rosas        |
| Gwen                       | Michaela Watkins      | Kerygma Flores         |
| Amigo de Máximo (joven)    | Omar Chaparro         | Omar Chaparro          |
| Mesero                     | José Eduardo Derbez   | José Eduardo Derbez    |

## Producción
El 5 de junio de 2015, se anunció que Eugenio Derbez y Benjamin Odell,  la productora 3Pas Studios y Pantelion Films de Televisa/Lionsgate habían comprado un guion original de comedia aún sin título, escrito por Chris Spain y Jon Zack, con Lionsgate realizando un primer acuerdo. El 26 de octubre de 2015, Ken Marino se unió para dirigir la cinta, con Derbez protagonizándola. El 28 de abril de 2016, Rob Lowe, Kristen Bell, Raquel Welch y Rob Riggle se unieron al reparto, además de Renée Taylor, Rob Huebel, Michaela Watkins y Linda Lavin. El 11 de mayo del mismo año, Mckenna Grace se unió al reparto.

## Lanzamiento
El primer tráiler fue lanzado el 21 de diciembre de 2016. La película fue estrenada el 28 de abril de 2017 en los Estados Unidos, por Pantelion Films de Lionsgate.

## Recepción

### Comercial
En Estados Unidos, Cómo ser un Latin Lover fue estrenada junto con Sleight y The Circle, y se espera que recaude cerca de siete millones de dólares en su fin de semana de estreno en alrededor de 1118 salas de cine.

### Crítica
En el sitio web Rotten Tomatoes, la película tiene una aprobación del 50% basado en 14 revisiones, con un promedio de 5.3 de 10. En Metacritic, que asigna una calificación normalizada, el film obtuvo una puntuación de 54 de 100, basado en 9 críticas, lo que indica "Críticas mixtas o del promedio".